# Albert Daiber
 (septembre 2024).
Albert Ludwig Daiber, né le 26 septembre 1857 à Cannstatt en royaume de Wurtemberg et décédé le 12 août 1928  à Santiago, est un scientifique, chimiste et écrivain allemand.

## Biographie
Albert Ludwig Daiber naît le 26 septembre 1857 à Cannstatt près de Stuttgart en Allemagne comme fils de proviseur. Il passe son enfance et sa jeunesse dans sa ville natale, où il débute également des études en pharmacie. Il obtient son doctorat en 1889 à Zurich et publie sa thèse l'année suivante alors qu'il travaille dans un laboratoire de physiologie et de bactériologie en Suisse. Entre 1892 et 1906, Albert Daiber s'intéresse à la composition chimique et microscopique de l'urine et publie plusieurs études sur ce sujet. Quelque temps plus tard, Albert Daiber occupe un poste d'enseignant à l'Université de Zurich. Après le décès de sa première femme, Marie Louise von Appenzeller, il épouse en secondes noces Hildegard Heyne, enseignante à Bâle. À partir de 1897, il étudie enfin la médecine et devient médecin.
En 1900, Albert Daiber entreprend avec sa femme Hildegard un voyage en Australie, en Nouvelle-Guinée, dans les Îles Carolines et les Îles Mariannes du Nord, qui étaient encore sous administration allemande à cette époque, avant de mettre le cap sur la Chine. Ce voyage sera l'occasion pour Daiber d'écrire plusieurs récits et nouvelles.
C'est en 1905 qu'Albert Daiber connaît le succès littéraire avec la publication de Elf Jahre Freimaurer (Franc-maçon pendant onze ans). En 1909, Daiber quitte l'Allemagne avec sa famille et s'embarque pour le Chili. La famille Daiber s'installe ensuite à Puerto Octay dans le sud du pays, où il exerce comme médecin. Albert Daiber mourra à Santiago du Chili le 12 août 1928.
Albert Daiber n'a pas écrit que des études scientifiques ou des récits de voyage, l'auteur se consacra également à l'éducation de la jeunesse avec des récits de science-fiction ou d'aventures.

## Œuvres
- (de) 1892 : Anleitung zur chemischen und mikroskopischen Untersuchung des Harns (Introduction à l'étude chimique et microscopique de l'urine)
- (de) 1894 : Chemie und Mikroskopie des Harns (Chimie et microscopie de l'urine)
- (de) 1898 : Mikroskopie des Auswurfs (Microscopie de l'urine)
- (de) 1902 : Eine Australien- und Südseefahrt (Un voyage en Australie et dans les mers du sud)
- (de) 1905 : Elf Jahre Freimaurer (Franc-maçon pendant onze ans)
- (de) 1905 : Was ist Wahrheit ? Tagebuch eines Mönchs auf Ponape (Qu'est-ce que la vérité ? Journal d'un moine sur Ponape)
- (de) 1905 : Anno 2222. Ein Zukunftstraum (Anno 2222. Un rêve du futur)
- (de) 1905 : Mikroskopie der Harnsedimente : mit 130 Abb. auf 65 Taf. 2., umgeänderte u. verm. Aufl. Bergmann, Wiesbaden 1906 digital
- (de) 1906 : Jenseits der Cordillera. Zwei geschichtliche Erzählungen für die Jugend (Au-delà de la Cordillère. Deux récits historiques pour la jeunesse.)
- (de) 1906 : Des Lebens Werdegang und Ende. Naturwissenschaftliche Offenbarungen der Neuzeit (Le cours et la fin de la vie. Les révélations scientifiques de l'époque moderne.)
- (de) 1907 : Aus der Werkstätte des Lebens. Der Wechsel der Stoffe im Lichte der Forschung (Dans l'atelier de la vie. Le métabolisme à la lumière de la recherche)
- (de) 1907 : Juan Fernandez der Seefahrer. Eine geschichtliche Erzählung für die Jugend (Juan Fernandez le marin. Un récit historique pour la jeunesse.)
- (de) 1908 : Geschichte aus der Südsee. Zwei geschichtliche Erzählungen für die reifere Jugend (Histoire des mers du sud. Deux récits historiques pour la jeunesse)
- (de) 1910 : Die Weltensegler. Drei Jahre auf dem Mars. (Les navigateurs de l'univers. Trois ans sur Mars)
- (de) 1914 : Vom Mars zur Erde. (De Mars à la Terre')